# Priolepis
Priolepis is een geslacht van straalvinnige vissen uit de familie van grondels (Gobiidae). Het geslacht is voor het eerst wetenschappelijk beschreven in 1837 door Cuvier & Valenciennes.

## Soorten
- Priolepis agrena Winterbottom & Burridge, 1993
- Priolepis ailina Winterbottom & Burridge, 1993
- Priolepis aithiops Winterbottom & Burridge, 1992
- Priolepis akihitoi Hoese & Larson, 2010
- Priolepis anthioides (Smith, 1959)
- Priolepis ascensionis (Dawson & Edwards, 1987)
- Priolepis aureoviridis (Gosline, 1959)
- Priolepis boreus (Snyder, 1909)
- Priolepis cincta (Regan, 1908)
- Priolepis compita Winterbottom, 1985
- Priolepis cyanocephala Hoese & Larson, 2010
- Priolepis dawsoni Greenfield, 1989
- Priolepis eugenius (Jordan & Evermann, 1903)
- Priolepis fallacincta Winterbottom & Burridge, 1992
- Priolepis farcimen (Jordan & Evermann, 1903)
- Priolepis goldshmidtae Goren & Baranes, 1995
- Priolepis hipoliti (Metzelaar, 1922)
- Priolepis inhaca (Smith, 1949)
- Priolepis kappa Winterbottom & Burridge, 1993
- Priolepis latifascima Winterbottom & Burridge, 1993
- Priolepis limbatosquamis (Gosline, 1959)
- Priolepis nocturna (Smith, 1957)
- Priolepis nuchifasciata (Günther, 1873)
- Priolepis pallidicincta Winterbottom & Burridge, 1993
- Priolepis profunda (Weber, 1909)
- Priolepis psygmophilia Winterbottom & Burridge, 1993
- Priolepis randalli Winterbottom & Burridge, 1992
- Priolepis robinsi Garzón & Acero, 1991
- Priolepis semidoliata (Valenciennes, 1837)
- Priolepis squamogena Winterbottom & Burridge, 1989
- Priolepis sticta Winterbottom & Burridge, 1992
- Priolepis triops Winterbottom & Burridge, 1993
- Priolepis vexilla Winterbottom & Burridge, 1993
- Priolepis winterbottomi Nogawa & Endo, 2007